# La Pobla de Claramunt (kommun)
La Pobla de Claramunt är en kommun i Spanien.   Den ligger i provinsen Província de Barcelona och regionen Katalonien, i den östra delen av landet, 500 km öster om huvudstaden Madrid. Antalet invånare är 2 258. Arean är 18,5 kvadratkilometer. La Pobla de Claramunt gränsar till Castellolí, Piera, Vallbona d'Anoia, La Torre de Claramunt, Carme, Vilanova del Camí och Òdena. 
Terrängen i La Pobla de Claramunt är kuperad åt nordost, men åt sydväst är den platt.